# Dedi al III-lea de Luzacia
Dedo al III-lea (sau Dedi, supranumit cel Gras) (n.c. 1130 – d. 16 august 1190) a fost conte de Wettin ca Dido al V-lea. Din 1144 el a devenit senior de Groitzsch (conte din 1156), precum și conte de Rochlitz, iar din 1185 margraf de Luzacia și conte de Eilenburg și Landsberg.

## Viața
Dedo era fiu al margrafului Conrad cel Mare de Meissen cu soția sa Luitgarda de Ravenstein. Din 1144, i s-a dat spre administrare Groitzsch ca moștenire, el adoptând și pe fiul mătușii sale Bertha, moștenitoare a Groitzsch. Când aceasta a murit în 1156, comitatul de Groitzsch a fost divizat, iar Dedi a obținut senioria de Rochlitz, având sub jurisdicție episcopatul de Naumburg.
Dedo a luat parte la cinci campanii ale împăratului Frederic I Barbarossa. În 1177, el a fost trimisul lui Frederic pe lângă papa Alexandru al III-lea și a jurat, în numele împăratului, să respecte Tratatul de la Veneția, care a pus capăt schismei dintre împărat și papă. În disputa de succesiune pentru Meissen din 1190, Dedi și fiii săi au luat partea lui Albert cel Mândru.
Dedi pare să își fi petrecut cea mai mare parte din viață în Rochlitz. Ca și fratele său, Otto, el a încurajat stabilirea de etnici germani în teritoriul său. El a întemeiat prioratul de Wechselburg, unde atât el cât și descendenții săi au fost înmormântați.
Fratele său Dietrich I (Theodoric), care se intitula "margraf de Landsberg", a murit în 1185. Dedi i-a moștenit posesiunea, autointitulându-se ca "margraf de Luzacia".
Pentru a căpăta aspectul necesar pentru participarea la Cruciada a treia, Dedi le-a cerut doctorilor săi să îi facă un fel de liposucție. Operația i-a provocat moartea la 16 august 1190.

## Căsătorie și urmași
Dedi a fost căsătorit cu Matilda de Heinsberg, cu care a avut șase copii:
- Dietrich (n. înainte de 13 septembrie 1159 – d. 13 iunie 1207), conte de Sommerschenburg și Groitzsch, iar apoi decan de Magdeburg;
- Filip, decan de Xanten (1182–1190);
- Conrad (n. după 13 septembrie 1159 – d. 6 mai 1210), succesor ca margraf de Luzacia;
- Henric (d. 1174);
- Goswin (d. 1174);
- Agnes (n. cca. 1160/1165 – d. 24/26 martie 1195), căsătorită cu ducele Berthold al IV-lea de Andechs-Merania.

Dedo a fost bunicul Sfintei Hedviga de Silezia prin fiica sa, Agnes. De asemenea, a fost străbunic al sfântei Elisabeta de Ungaria prin Gertruda de Merania, sora sfintei Hedviga.